# Alfredo Rizzo
Alfredo Rizzo (29 de septiembre de 1902 – 6 de septiembre de 1991) fue un actor, guionista y director cinematográfico de nacionalidad italiana. 

## Biografía
Nacido en Niza, Francia, fue actor del género teatral avanspettacolo y de revista, trabajando junto a su hermano Carlo Rizzo y otros intérpretes (sobre todo con el gran Erminio Macario), siendo bien conocido en la época de oro del espectáculo de variedades (1930-1945). 
Actuó por vez primera en el cine en 1939 con un breve papel en Lo vedi come sei... lo vedi come sei?, de Mario Mattoli. A partir de 1946 actuó en numerosas películas, tanto cómicas como dramáticas, siempre en papeles de reparto, interpretando generalmente a villanos o antagonistas del personaje principal. 
En 1960 retomó las actuaciones teatrales junto a su hermano Carlo. De carrera muy longeva, trabajó hasta su vejez (también como autor de modestas comedias eróticas) con directores como Mario Amendola, Roberto Mauri, Bruno Corbucci y Giovanni Grimaldi, y también con Federico Fellini, para el cual actuó en cuatro ocasiones.
Alfredo Rizzo falleció en Roma, Italia, en el año 1991. 

## Filmografía

### Director
- 1975 : La sanguisuga conduce la danza
- 1975 : La Bolognese
- 1976 : Sorbole... che romagnola